# أنديرا نيفيل
أنديرا نيفيل (بالإنجليزية: Indira Neville)‏ هي أكاديمية نيوزيلندية، ولدت في 1973.